# Hilbert's Grand Hotel
Hilbert's Grand Hotel (titlul original: în engleză Hilbert's Grand Hotel) este un film de comedie de scurt metraj englez, realizat în 2018 de regizoarea Djenaba Davis-Eyo, inspirat din lucrarea lui David Hilbert și a profesorului Brian Cox, How to Build a Universe, protagoniști fiind actorii Florentina Bowden, Mark Spayne, Michael Appiah și Ian Sanderson. 

## Rezumat
Amplasat la marginea universului, Hilbert's Grand Hotel, hotelul cu număr de camere infinit, are întotdeauna loc pentru încă una disponibilă. O antologie de personaje ciudate și povești ciudate care au loc în cel mai mare lanț hotelier din univers... 

## Distribuție
- Florentina Bowden – primul oaspete
- Mark Spayne – recepționerul
- Michael Appiah – băiatul de serviciu
- Ian Sanderson – profesorul McDivad
- Megan Rebecca Rose – regina Dragon
- Faye Strachan Smith – garda reginei
- Elena-Leah Christoforou – garda reginei
- Connor Clarke – Lead Alien
- Brett Jason Mark Scott – bodyguardul lui Alien
- Luc Bitazi-Bia – bodyguardul lui Alien
- Darren Bonsu – Romero
- Rachel Moore – Julie
- Christopher Birks – inspectorul hotelului
- Billy Hipple – chelnerul

## Trivia
Monologul din scena Inspectorul de Hotel este opera profesorului Brian Cox și Robin Ince din cartea How To Build a Universe (Cum să construiești un Univers).